# Panorama Armstrong, Beere and Hime
Panorama Armstrong, Beere and Hime je téměř kompletní panorama města Toronta pořízené v letech 1856–1857 firmou Armstrong, Beere and Hime. Jsou to nejstarší známé fotografie Toronta a vytvářejí téměř úplný záznam města v té době. Beletrizovaná historie fotografií a jejich příběhu hraje ústřední roli ve filmu Michaela Redhilla Consolation.

## Historie
Snímky pořídila firma Armstrong, Beere and Hime na základě smlouvy s městem Toronto. V roce 1857 britský koloniální úřad rozhodoval o tom, které město by se mělo stát hlavním městem Kanady. V rámci své nabídky se město Toronto rozhodlo prezentovat soubor fotografií města úřadům v Londýně. Město zaplatilo Armstrongovi, Beeremu a Himeovi 60 liber za vytvoření čtyř kopií 25 obrázků. Panoramatické snímky byly pořízeny ze střechy hotelu Rossin House na jihovýchodním rohu ulic King and York.
Snaha Toronta stát se hlavním městem nevyšla a fotografie byly ztraceny a zapomenuty. Znovu objeveny byly 9. října 1979, když je archivářka Joan Schwartzová našla při prohlížení záznamů v knihovně Colonial Office. Následně byla v Ottawě nalezena druhá sada fotografií.
Sada moderních duplikátů, reprodukovaných z kopií negativů, byla v roce 1984 představena městu Torontu jako dar ke 150. výročí od britské vlády. Ty jsou umístěny v archivu města Toronto.

## Fotografie
Celkem bylo pořízeno 25 snímků. 13 z nich tvoří téměř úplné panorama města, další byly pořízeny z různých významných budov.

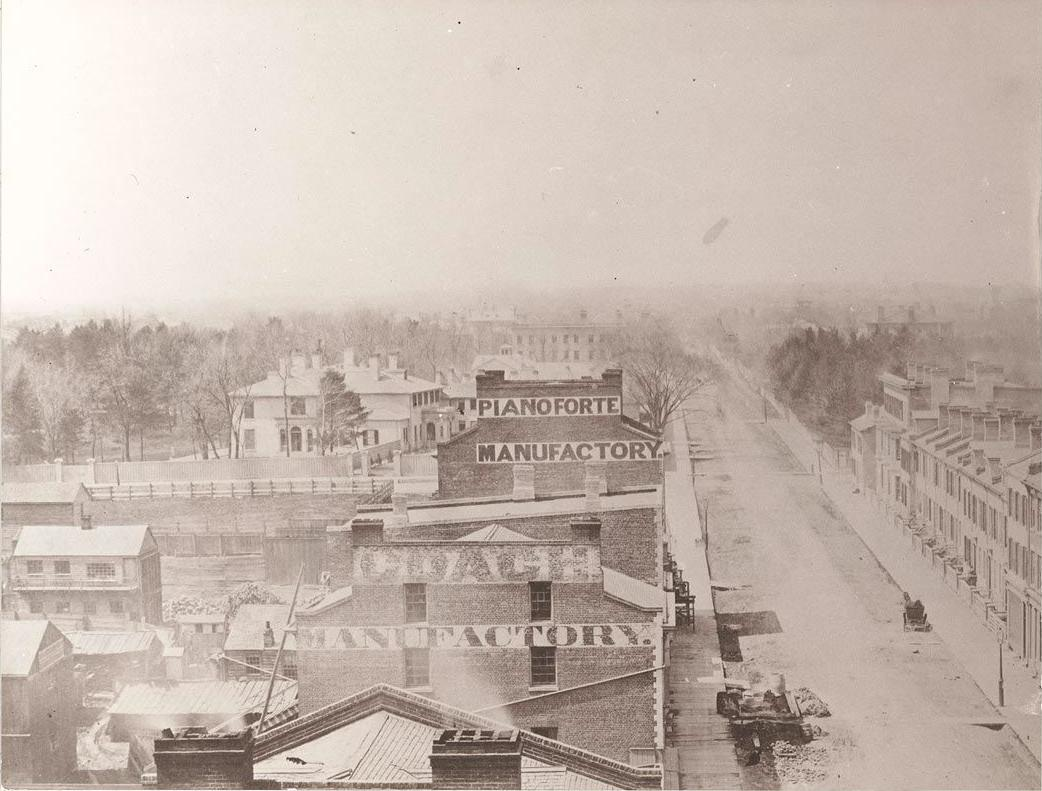
Pohled na západ dolů na King Street West, Government House je vidět na jižní straně ulice
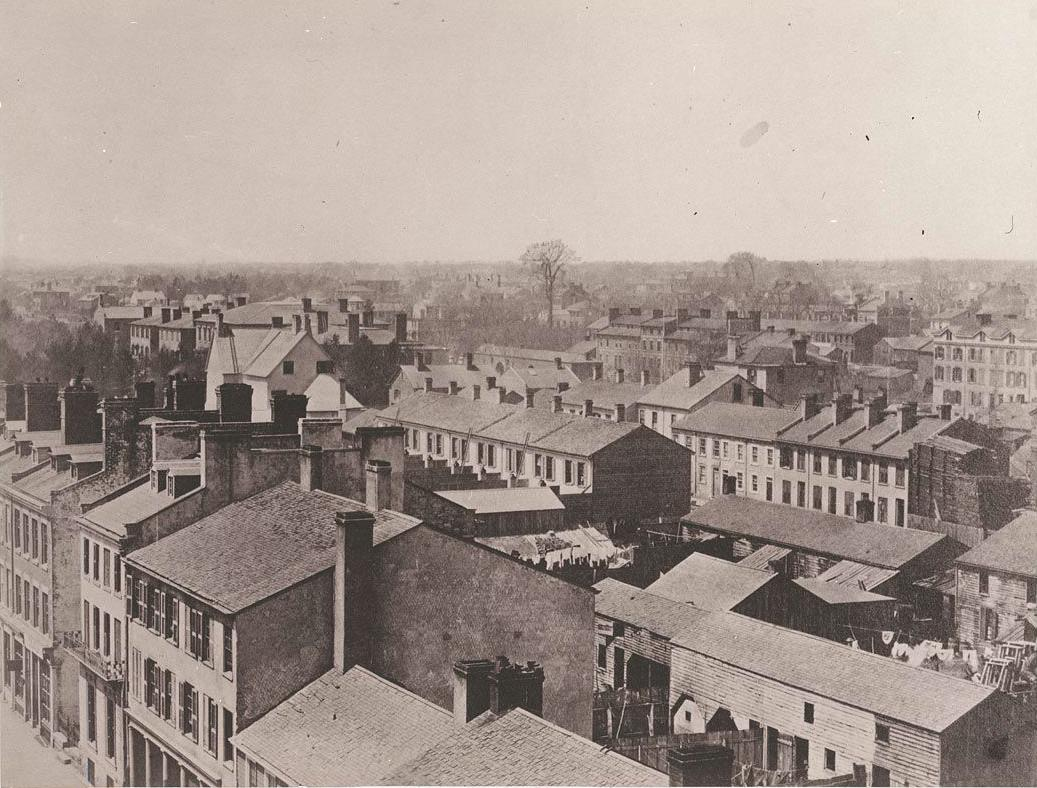
Pohled na západ a severozápad
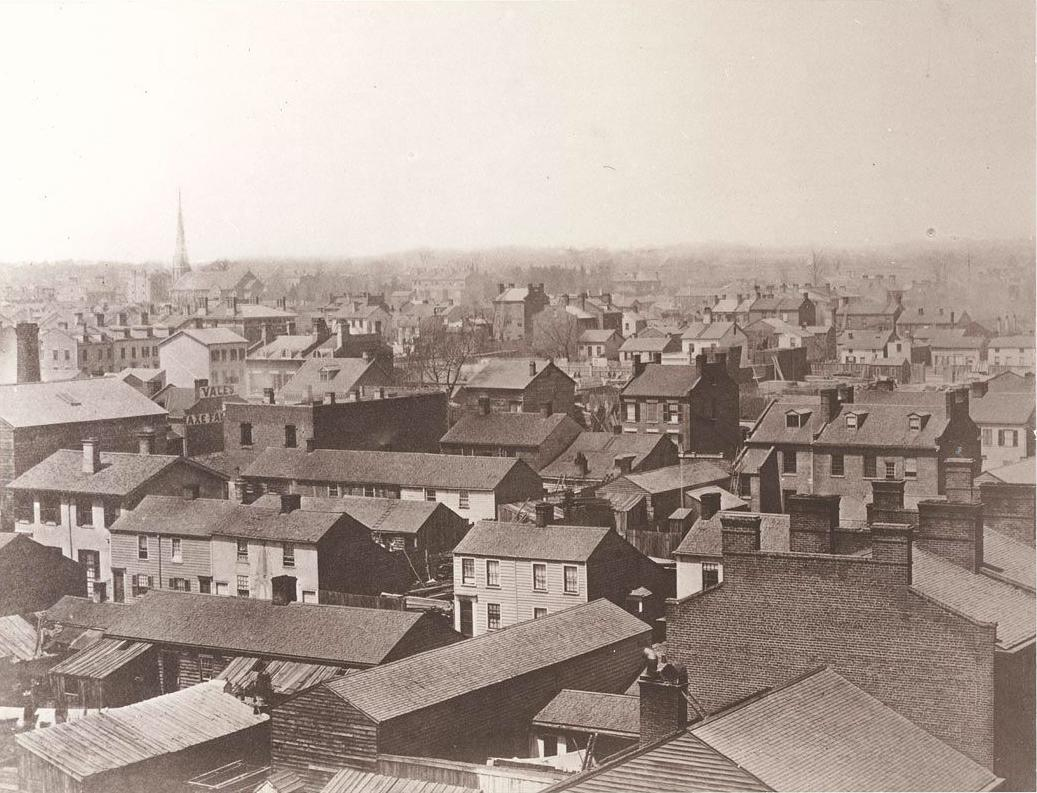
Pohled na sever a severozápad
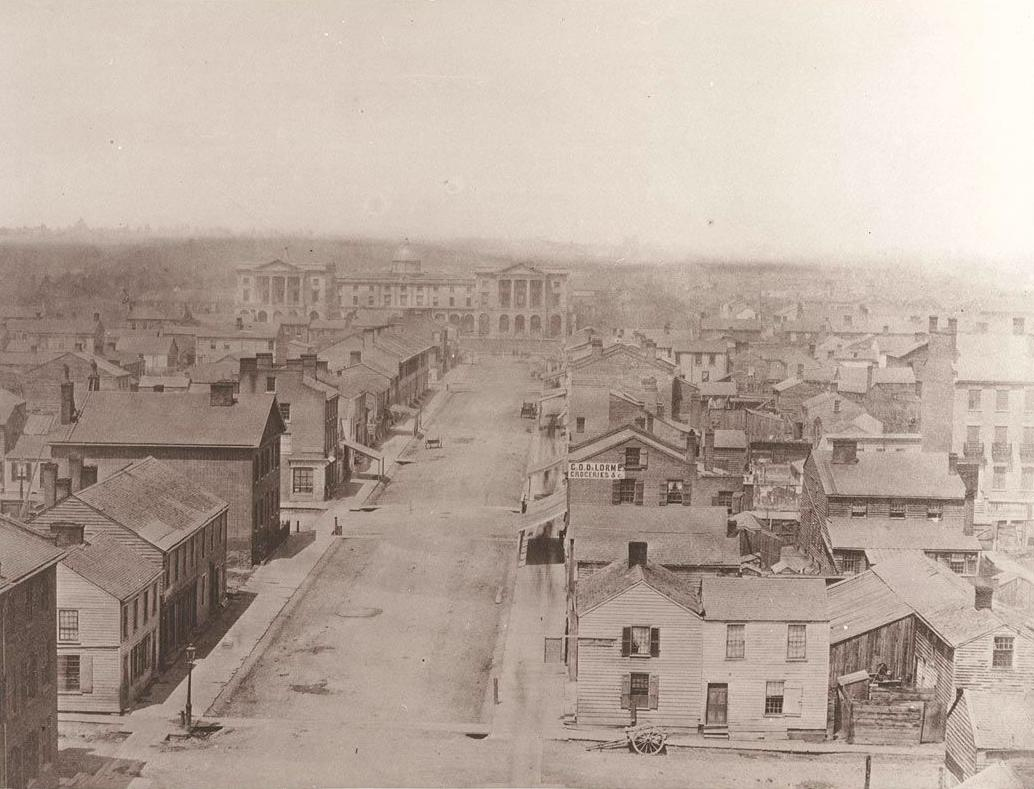
Pohled na sever do York Street, na konci ulice je vidět Osgoode Hall
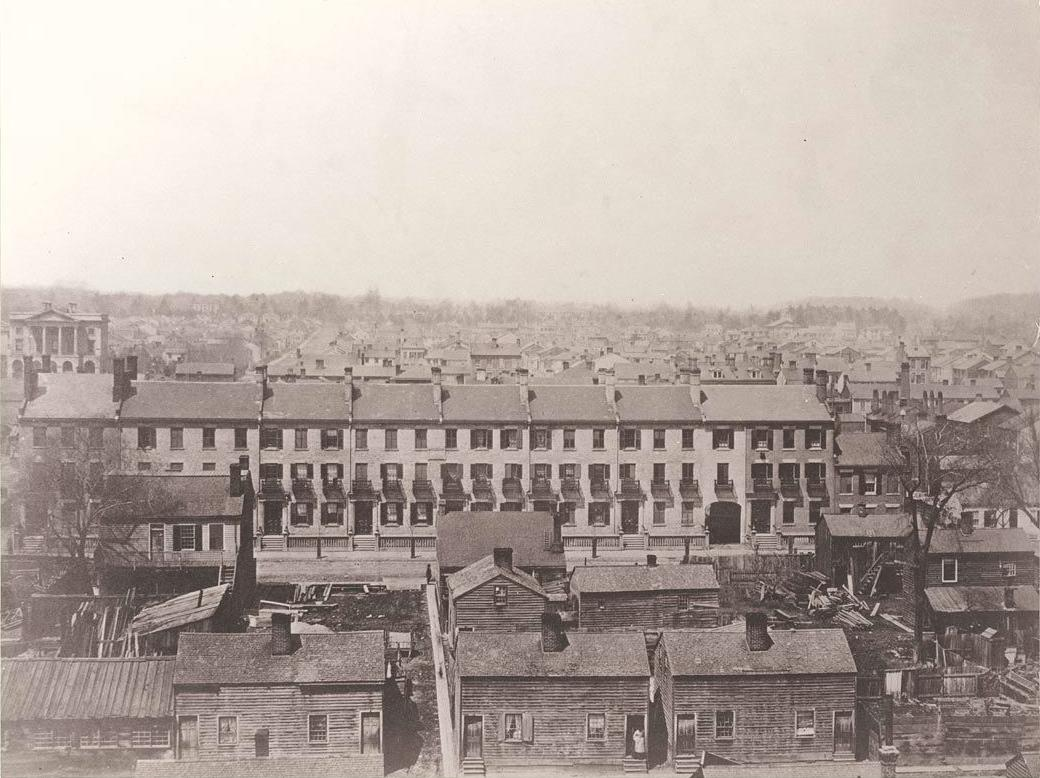
Pohled na sever a severovýchod
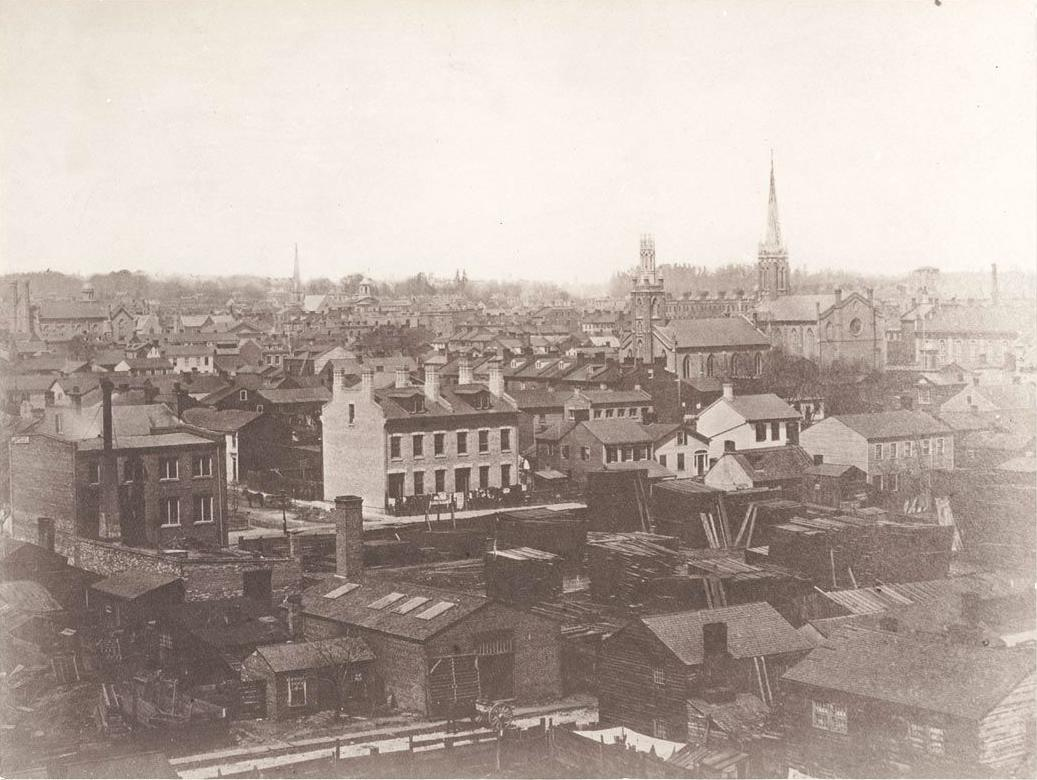
Pohled na severovýchod. Na levém okraji je vidět kostel Nejsvětější Trojice a uprostřed je vidět věž školy Toronto Normal School, dále vpravo je skupina kostelů, z nichž jeden je presbyteriánský Knox (foto)
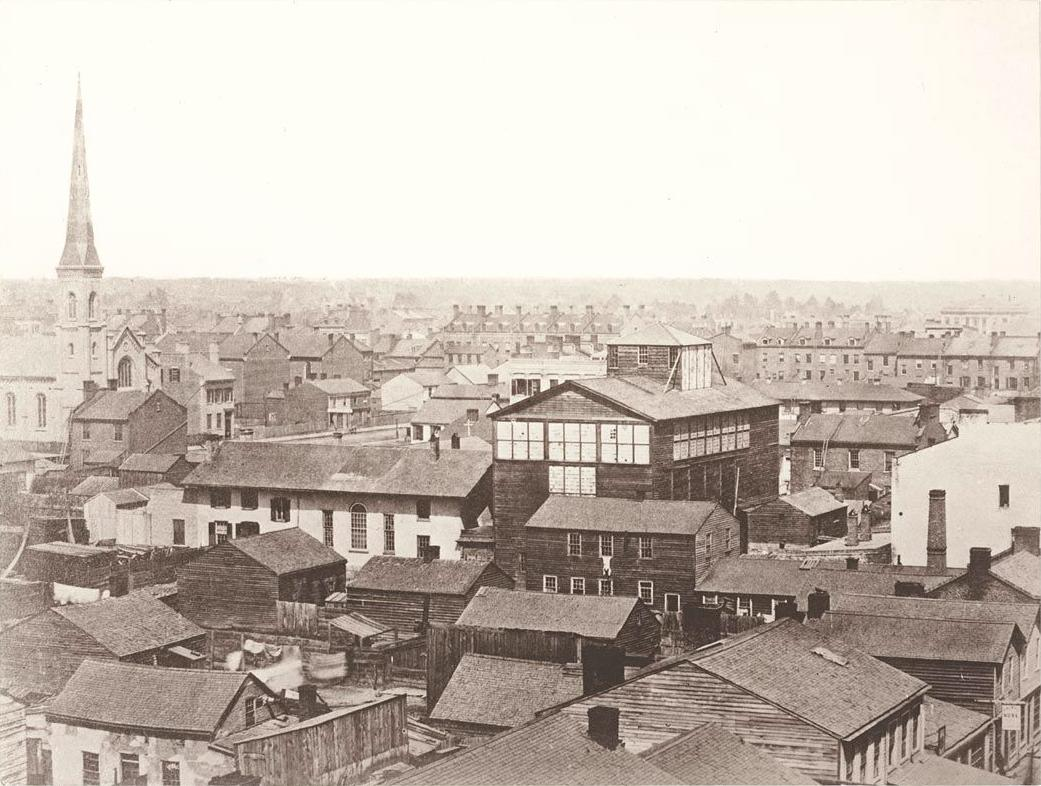
Pohled na východ a severovýchod
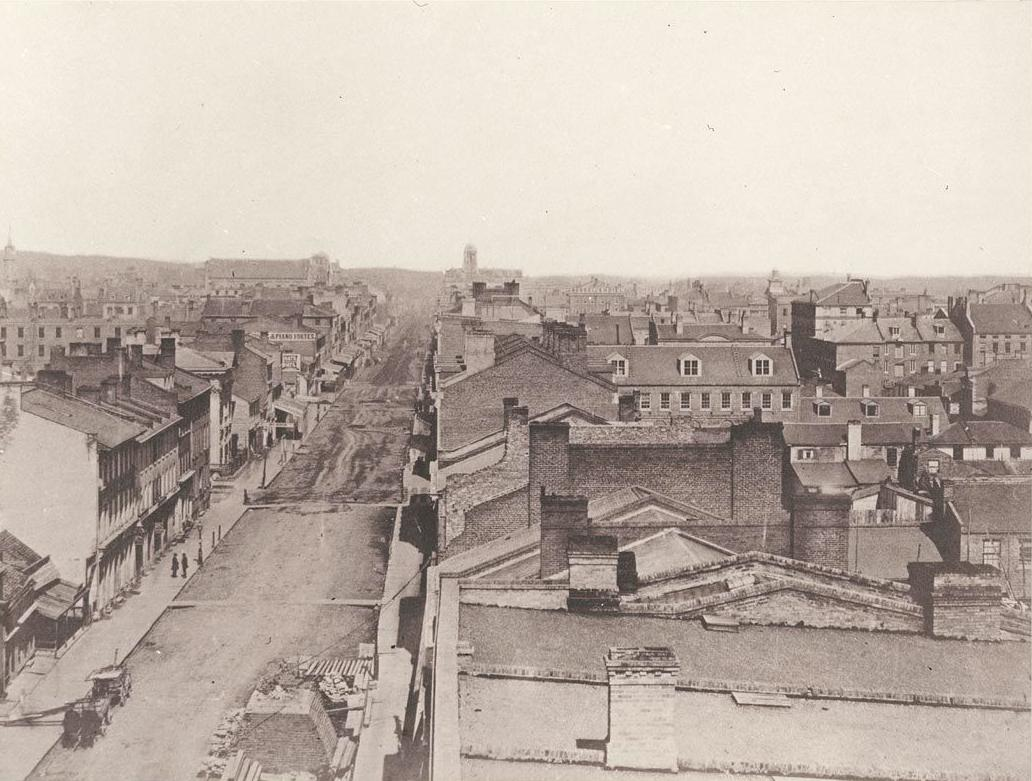
Pohled na východ podél King Street. Na severní straně ulice je vidět katedrála sv. Jakuba, která v té době ještě neměla věž. Přes ulici je vidět St. Lawrence Hall
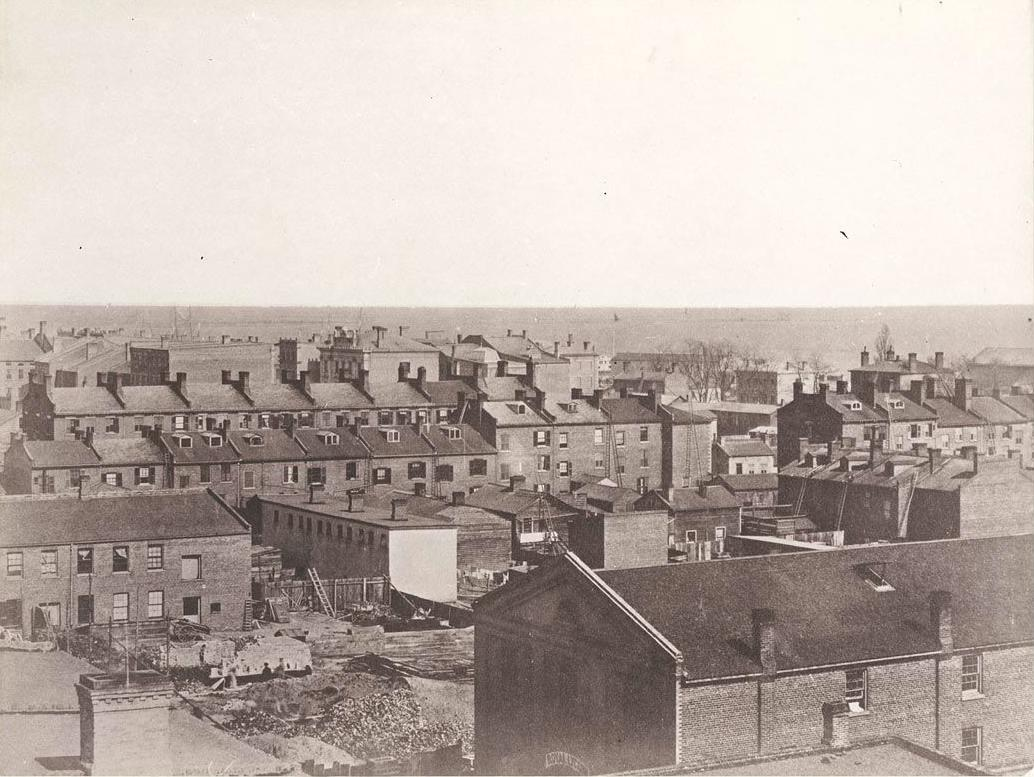
Pohled na východ a jihovýchod
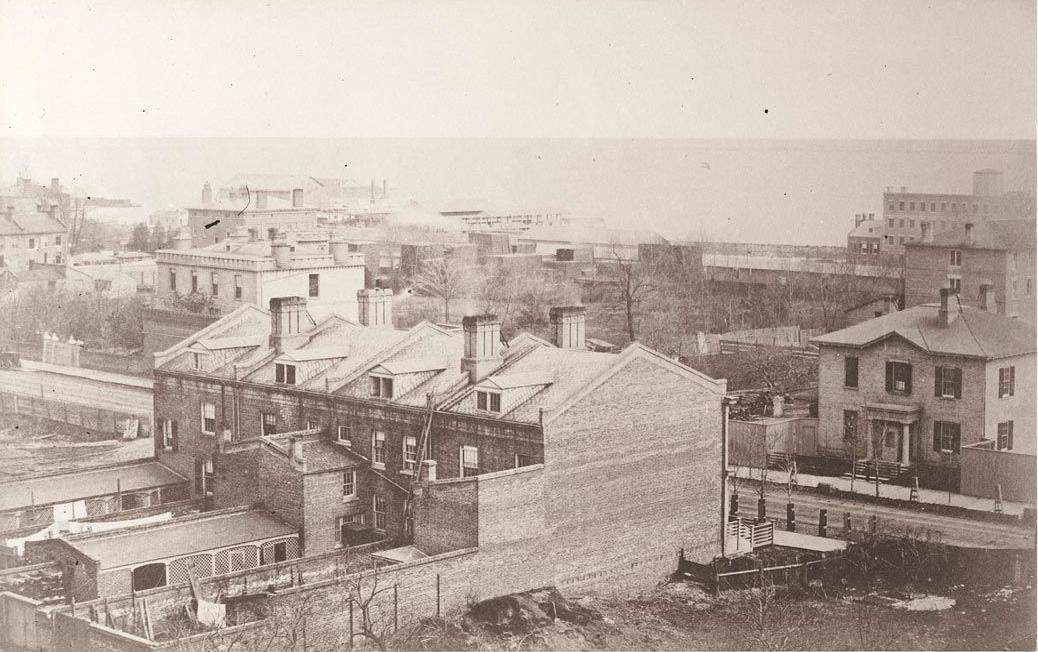
Pohled na jihovýchod
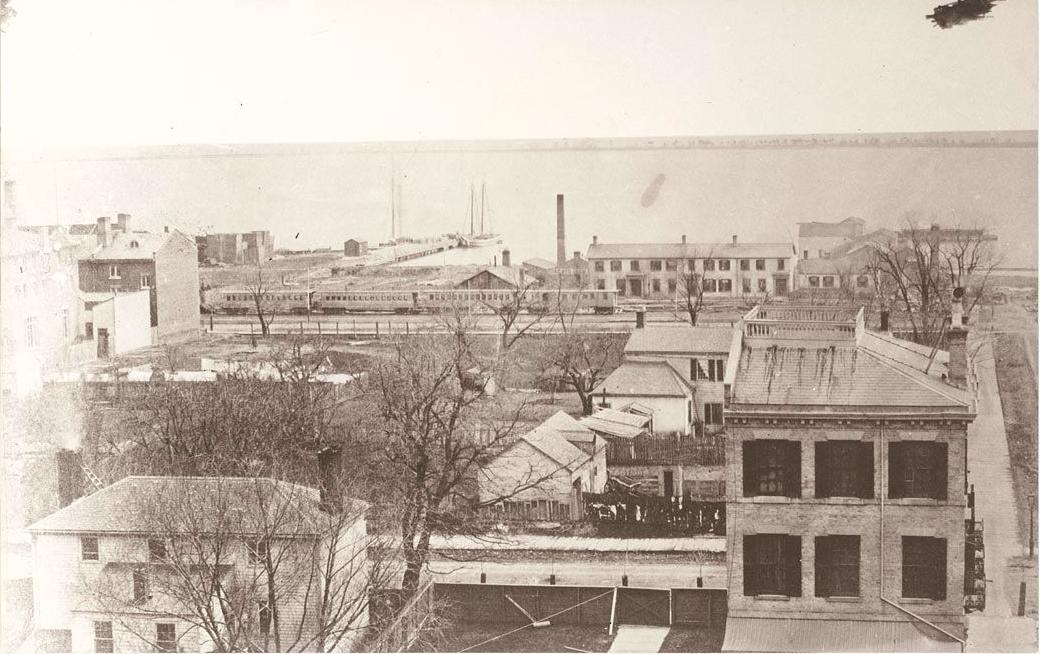
Pohled na jih směrem k torontskému přístavu, na železnici je vidět vlak
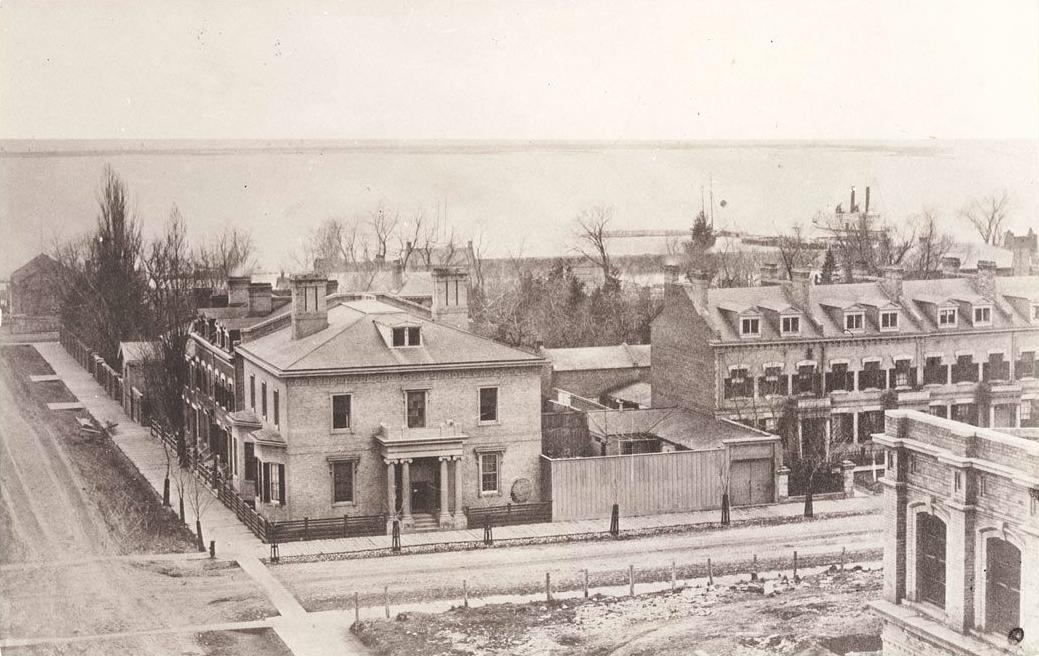
Pohled na jihozápad
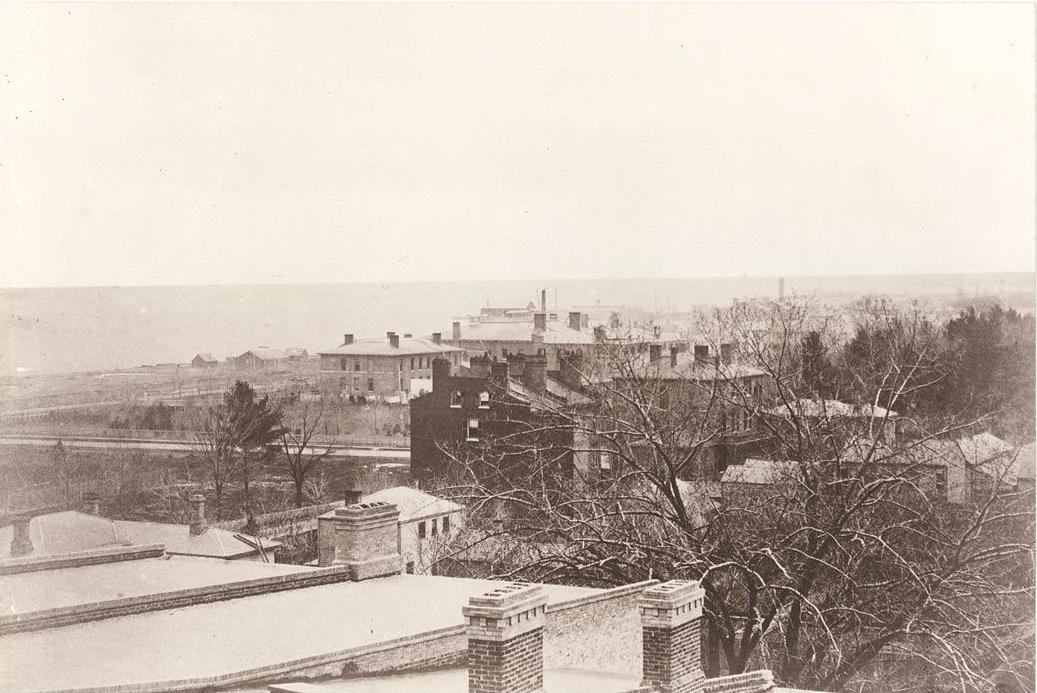
Pohled na jihozápad. Je vidět budova zemského parlamentu Ontario Legislative Building